# Sclerorhachis
 Sclerorhachis   Rech.f., 1969 è un genere di piante angiosperme dicotiledoni della famiglia delle Asteraceae, sottofamiglia Asteroideae, tribù Anthemideae (Asian-southern African grade) e sottotribù Handeliinae.

## Etimologia
Il nome del genere deriva da due parole greche: "sclero" (= duro) e "rhachis (= rachide, spina dorsale).
Il nome scientifico del genere è stato definito dal botanico Karl Heinz Rechinger (1906-1998) nella pubblicazione " Anzeiger der Österreichische Akademie der Wissenschaften, Mathematisch-Naturwissenschatliche Klasse. Wien" ( Anz. Österr. Akad. Wiss., Math.-Naturwiss. Kl. 105: 242) del 1969.

## Descrizione
Portamento. Le specie di questo genere sono bienni oppure perenni, con habitus erbaceo. L'indumento è formato da peli basifissi. Le specie di questo genere sono monocarpiche (dopo la fioritura la pianta muore) oppure "pollacantiche - pollacanthic" (hanno diversi periodi di fioritura).
Fusto. La parte aerea in genere è eretta, poco ramosa e con poche foglie.
Foglie. Le foglie sono disposte in modo alternato o anche raccolte alla base dei fusti. La lamina è del tipo 3-4-pennatosetta. Spesso i rachidi sono persistentemente sclerificati.
Infiorescenza. Le sinflorescenze comprendono capolini raggruppati in corimbi lassi. Le infiorescenze vere e proprie sono composte da un capolino terminale di tipo sia discoide. La struttura dei capolini è quella tipica delle Asteraceae: un peduncolo sorregge un involucro, con forme emisferiche umbonate, composto da diverse brattee, al cui interno un ricettacolo fa da base ai fiori di due tipi: fiori del raggio (qui assenti) e fiori del disco. Le brattee, a consistenza erbacea (pallidamente scariose sui margini), sono disposte in modo più o meno embricato su più serie (da 2 a 4). Il ricettacolo è emisferico/piatto e privo di pagliette a protezione della base dei fiori. 
Fiori.  I fiori sono tetra-ciclici (formati cioè da 4 verticilli: calice – corolla – androceo – gineceo) e pentameri (calice e corolla formati da 5 elementi). Si distinguono in:
- fiori del raggio (esterni): sono assenti;
- fiori del disco (centrali): sono più numerosi con forme brevemente tubulose (attinomorfe); sono ermafroditi fertili.

- Formula fiorale:

*/x K {\displaystyle \infty }, [C (5), A (5)], G 2 (infero), achenio
- Calice: i sepali del calice sono ridotti ad una coroncina di squame.

- Corolla: le corolla sono tubolari terminanti con 5 lobi. I colori sono giallo e varietà di giallo.

- Androceo: l'androceo è formato da 5 stami (alternati ai lobi della corolla) sorretti da filamenti generalmente liberi (con collari larghi/snelli); gli stami sono connati e formano un manicotto circondante lo stilo. Il tessuto endoteciale (rivestimento interno dell'antera) è quasi sempre non polarizzato. Il polline è sferico con un diametro medio di circa 25 micron; è tricolporato (con tre aperture sia di tipo a fessura che tipo isodiametrica o poro) ed è echinato (con punte sporgenti).

- Gineceo: l'ovario è infero uniloculare formato da 2 carpelli. Lo stilo (il recettore del polline) è profondamente bifido (con due stigmi divergenti) e con le linee stigmatiche marginali separate o contigue. I due bracci dello stilo hanno una forma troncata e possono essere papillosi o ricoperti da ciuffi di peli.

Frutti. I frutti sono degli acheni senza pappo. La forma degli acheni è obovoide con sezione trasversale circolare. I fianchi sono percorsi da 4 - 7 coste longitudinali. L'apice è privo di coroncina. Il pericarpo può avere delle cellule mucillaginifere (le sacche resinose sono sempre assenti).

## Biologia
Impollinazione: l'impollinazione avviene tramite insetti (impollinazione entomogama tramite farfalle diurne e notturne).

Riproduzione: la fecondazione avviene fondamentalmente tramite l'impollinazione dei fiori (vedi sopra).

Dispersione: i semi (gli acheni) cadendo a terra sono successivamente dispersi soprattutto da insetti tipo formiche (disseminazione mirmecoria). In questo tipo di piante avviene anche un altro tipo di dispersione: zoocoria. Infatti gli uncini delle brattee dell'involucro (se presenti) si agganciano ai peli degli animali di passaggio disperdendo così anche su lunghe distanze i semi della pianta. Inoltre per merito del pappo (se presente) il vento può trasportare i semi anche a distanza di alcuni chilometri (disseminazione anemocora).

## Distribuzione e habitat
Le specie di questo genere sono distribuite in Asia centro-occidentale.

## Sistematica
La famiglia di appartenenza di questa voce (Asteraceae o Compositae, nomen conservandum) probabilmente originaria del Sud America, è la più numerosa del mondo vegetale, comprende oltre 23.000 specie distribuite su 1.535 generi, oppure 22.750 specie e 1.530 generi secondo altre fonti (una delle checklist più aggiornata elenca fino a 1.679 generi). La famiglia attualmente (2021) è divisa in 16 sottofamiglie; la sottofamiglia Asteroideae è una di queste e rappresenta l'evoluzione più recente di tutta la famiglia.

### Filogenesi
Il gruppo di questa voce è descritto nella tribù Anthemideae, una delle 21 tribù della sottofamiglia Asteroideae). In base alle ultime ricerche nella tribù sono stati individuati (provvisoriamente) 4 principali lignaggi (o cladi): "Southern hemisphere grade", "Asian-southern African grade", "Eurasian grade" e "Mediterranean clade". Il genere  Sclerorhachis  (insieme alla sottotribù Handeliinae) è incluso nel clade Asian-southern African grade..
Storicamente nella struttura interna della sottotribù si individuano due gruppi principali: (1) "Handelia Group" e (2) Cancrinia Group; il genere di questa voce fa parte del "Handelia Group". In questo gruppo si individuano alcuni caratteri costanti come gli steli piuttosto spessi e basalmente villosi, un midollo morbido e foglie fortemente sezionate con lobi filiformi.
I caratteri distintivi del genere sono:
- l'indumento è esclusivamente formato da peli basifissi;
- la parte aerea è poco ramosa e con poche foglie;
- i capolini sono raccolti in lassi corimbi.

Il numero cromosomico delle specie di questo genere è: 2n = 18.

### Elenco delle specie
Questo genere ha 8 specie:
- Sclerorhachis binaludensis Sonboli
- Sclerorhachis caulescens  (Aitch. & Hemsl.) Rech.f.
- Sclerorhachis ferdowsii  Hassanp., Moazzeni & Sonboli
- Sclerorhachis kjurendaghi  (Kurbanov) Kovalevsk.
- Sclerorhachis leptoclada  Rech.f.
- Sclerorhachis paropamisica  (Krasch.) Kovalevsk.
- Sclerorhachis platyrachis  (Boiss.) Podlech ex Rech.f.
- Sclerorhachis polysphaera  Rech.f.